# Calomicrus suturalis
Calomicrus suturalis é uma espécie de insetos coleópteros polífagos pertencente à família Chrysomelidae.
A autoridade científica da espécie é Joannis, tendo sido descrita no ano de 1865.
Trata-se de uma espécie presente no território português.